# Trapped Dead
|formato       = 
|requisitos    = 
|entradas      = 
|licencia      = 
|sitio web     = 
}}
Trapped Dead es un videojuego de acción y estrategia en tiempo real donde los jugadores controlan a sus personajes en una vista isométrica, tercera persona a través de un escenario de supervivencia zombi inspirado en las películas de terror con éxito de los años 80. En juego fue desarrollado por la empresa Headup Games en Alemania, donde obtuvo el galardón como mejor juego de acción del 2010.

## Modo de juego
Controlaremos hasta a 4 personajes por escenario, las armas las iremos encontrando a medida que avanzamos en la historia al igual que las municiones y los botiquines. Así mismo el uso de trampas durante el juego cada jugador posee una habilidad única, entre otras, velocidad, control de armas de fuego, control de armas cuerpo a cuerpo, resistencia a daños entre otros. La principal misión se asemeja la serie americana de horror "The Walking Dead" donde debemos rescatar a los supervivientes con el propósito de escapar de esa ciudad infestada de muertos vivientes. 

## Personajes
- Mike: es el primer personaje que usamos en el escenario de la gasolinera. la habilidad que posee es el ataque cuerpo a cuerpo, y escapar de situaciones riesgosas con facilidad.

- Gerald: Es el amigo de Mike quien fue mordido por un zombi en la gasolinera y posteriormente es llevado de urgencias al hospital cercano. Al final del escenario del hospital, muere de un disparo a la cabeza por Harper y este dice que al ser mordido fue infectado con el virus y que el se iba transformar en un zombi. Gerald es un PNJ y solo es visto en la gasolinera y el hospital.

- Profesor Harper: es el doctor que encontraremos en el segundo escenario del hospital (cuando acudimos luego de que nuestro amigo es mordido por un zombi), carece de velocidad a la hora de escapar ya que se maneja en silla de ruedas. La habilidad que tiene, a diferencia de Mike, es que puede controlar la escopeta que encontraremos en el escenario 3.

- Old John: es el segundo personaje que rescatamos en el escenario de la prisión, es muy hábil con las armas como la pistola y posee mucha resistencia a los daños de los enemigos a diferencia de los anteriores personajes.

- Bo: personaje que encontramos en el escenario 4. su habilidad es usar distintas clases de armas, su favorita el rifle de francotirador.

- Klaus: cuarto personaje que destacamos en el juego por su gran facilidad de aguantar los daños enemigos y su gran resistencia al correr. Puede usar todo tipo de armas.

- Jo Ann: el único personaje femenino que encontraremos y controlaremos en el escenario número 7. Es muy hábil a la hora de escapar entre varios enemigos, al encontrarla encontraremos una katana como arma justo a su lado.

## Enemigos
Encontraremos varios tipos de zombis:
- Zombi común: muerto viviente que ataca al detectar ruido o si estas en su campo visual.
- Zombi "porrista": este enemigo se caracteriza por ser más rápida que un zombi normal, y detectar más rápidamente a su presa.
- Zombi "carnicero": está entre los enemigos más difíciles de matar, se caracteriza por poseer algo de inteligencia y usar un cuchillo de carnicero como arma, lo bueno de este es que si pierde contacto visual se distraerá cuando detecte un cadáver cercano para alimentarse de él.
- Zombi del cementerio: estos muertos vivientes salen de la tierra cual película de este género en los años 70, se caracterizan por su apariencia pútrida y descompuesta. son fáciles de matar.
- Zombi de funeraria: este zombi es el paciente cero y el responsable de propagar el virus zombi que ha azotado la ciudad. Se destaca por ser más alto y fuerte que los zombis normales, es muy resistente y fuerte lo cual lo convierte en el jefe del juego, es muy difícil de derrotar, al final encontraras una pequeña ayudita contra este jefe.

## Ítems y armas
- Bate de béisbol: arma de cuerpo a cuerpo.
- pistola 9mm: arma de fuego
- botiquín común: solo detiene la hemorragia.
- Botiquín de curación: cura un 50% de la vida perdida.
- Escopeta de cacería: arma de fuego de dos disparos por turno.
- Revolver: arma de fuego.
- Rifle de precisión: arma de fuego con mira telescópica.
- Bolsa de sangre: sirve para distraer a los zombis, cuando es lanzado en uno, los demás zombis irán a por él.
- Granada: Bomba pequeña de mano.
- Ballesta: Arma dispara flechas, se usa cuando se necesite discreción.
- Hacha: arma de cuerpo a cuerpo.
- motosierra: arma cuerpo a cuerpo.